# Pragtperleskægfugl
Pragtperleskægfugl (Trachyphonus erythrocephalus) er en fugleart, som lever i Østafrika. Den hører til spættefugl-familien afrikanske skægfugle (Lybiidae). Artens hanner har tydelig sort (hvidplettet), rød og gul fjerdragt, mens hunner og ungfugle er lignende men knapt så farvestrålende. Arten lever i bjergrigt terræn og den yngler i redegange, som den også benytter som overnatningssted. Den er både kød- og planteædende (omnivor) og lever af frø, frugter og hvirvelløse dyr.

## Beskrivelse
Voksne hanner af pragtperleskægfugl har en særegen fjerdragt, der er hvidplettet med sorte, røde og gule farver. Den har sort forhoved og en lille top øverst på hovedet som en krone. Baghovedet er orange og rødt med sorte pletter. Halsens sider er røde, som gradvis går over i gult. Ryggen er overvejende sort med hvide pletter. Halen er foroven sortbrun og har op til otte flødefarvede pletter, som danner tværstriber, mens undersiden er gul med sorte tværstriber. Kinderne og halsens forside er gule, og der er en sort plet midt på halsens forside, der er omgivet af områder i mere orange toner. Brystet er orange til rød-orange og bliver mere gult ud mod siderne, og har et mørkt bånd med hvide pletter tværs over det. Det nedre bryst og maven er gul. Vingerne er sorte med brune vingefjer. Alle fjer på vingerne har hvide pletter, som giver et plettet eller stribet indtryk. Det lange næb er typisk rødligt. Huden omkring øjnene er mørkegrå eller sort, mens øjnene selv kan være gulbrune, mørkebrune, rødbrune eller en nuance imellem disse. Ben og fødder er blågrå.
Hunnen ligner hannen, men er i almindelighed mere afdæmpet med mindre røde og orange og mere gule og hvide farver. Specifikt mangler hunnerne den sorte plet på halsen og også kronen foroven på hovedet. Ungfugle er også afdæmpede med mindre rødt og orange som hunnerne. Pletterne på ryggen er knapt så hvide, og de sorte farver er mere brunlige. Øjnene er typisk grå.

## Levesteder
Arten undgår både åbent terræn og områder med tæt træbevoksning og foretrækker i stedet mere uvejsomt terræn som flodsenge eller klinter, men også termitboer er et tilholdssted. Den bygger rede i tunneller, hvor den også opholder sig om natten, og den æder på eller tæt ved jorden. Den er altædende og ernærer sig af frø, frugter og insekter. Hvor der ikke drives jagt på dem, er de forholdsvis tamme, men deres fjer benyttes som pynt af visse stammer, som f.eks. masaierne.

## Udbredelse
Underarten Trachyphonus erythrocephalus erythrocephalus findes fra det centrale Kenya til det nordøstlige Tanzania. Trachyphonus erythrocephalus versicolor findes i det sydøstlige  Sudan, nordøstlige Uganda, sydvestlige Etiopien og nordlige Kenya. Underarten Trachyphonus erythrocephalus shelleyi findes i Somalia og det østlige Etiopien.